# エド (YouTuber)
エド (YouTuber) は日本のアーティスト・格闘家・YouTuber。

## 概要
過激系YouTuberとして、登録者数が一時期100万人を超えたが現在動画投稿がストップしており登録者数が86.6万人まで減少した。
本名は、田中エドワード勇治。
愛称は、田中、エドエド、など多岐にわたる。
バイクはCRF250とカワサキニンジャを所有している。

## 来歴
- 2017年
  - ノーブランドに加入

- 2025年
  - 1月　元旦より田中ライダース[2]というモトブログチャンネル動画投稿を始める

## 親交
古くからは、ノーブランドのメンバーなどと親交がある。
最近では、石川典行の配信でApollogic（バンド）と知り合い、コラボがきっかけになりサキヌマーやミショメンTVなどのモトブロガーとの親交も深まっている。